# 行橋インターチェンジ
行橋インターチェンジ（ゆくはしインターチェンジ）は、福岡県行橋市にある東九州自動車道のインターチェンジである。

## 歴史
- 2009年（平成21年）度：当ICに接続する国道201号バイパス（行橋インター関連）（行橋IC入口交差点 - 小波瀬橋交差点間）(4.2 km) が着工[2]。
- 2010年（平成22年）11月2日：苅田北九州空港IC - 豊津IC（現・みやこ豊津IC）間の一部について国土交通大臣より土地収用法に基づく事業認定が公示[3]。
- 2014年（平成26年）
  - 2月16日：苅田北九州空港IC - 行橋IC間の開通記念マラソンを開催[4]。
  - 3月9日：当ICに接続する国道201号バイパス（行橋インター関連）（行橋IC入口交差点 - 小波瀬橋交差点間）(4.2 km) が開通[5] 。
  - 3月23日：苅田北九州空港IC - 行橋IC間開通に伴い供用開始[1][6]。
  - 12月13日：行橋IC - みやこ豊津IC間開通。また、同区間内に今川PA/SICを開設[7][8]。
- 2024年（令和6年）3月18日 : 料金所がETC専用になる[9]。

## 周辺
- 行橋市立延永小学校

## 接続する道路
- 直接接続
  - 国道201号（現道・バイパス）
- 間接接続
  - 福岡県道28号直方行橋線

## 料金所
- ブース数：4

### 入口
- ブース数：2
  - ETC専用：1
  - ETC/サポート：1

### 出口
- ブース数：2
  - ETC専用：1
  - サポート：1

## 隣
E10 東九州自動車道
(2-1) 北九州JCT - (1) 苅田北九州空港IC - (2) 行橋IC - (2-1) 今川PA/SIC（行橋今川BS） - (3) みやこ豊津IC

### 参考資料
- 再評価結果（平成22年度事業継続箇所）事業名・一般国道201号 行橋インター関連 (PDF)  国土交通省道路局国道・防災課
- 再評価結果（平成24年度事業継続箇所）事業名・一般国道201号 行橋インター関連 (PDF)  国土交通省道路局国道・防災課